# Desmiphora hirticollis
Desmiphora hirticollis är en skalbaggsart som först beskrevs av Olivier 1795. Desmiphora hirticollis ingår i släktet Desmiphora och familjen långhorningar.
Artens utbredningsområde är:
- Belize.
- Kuba.
- Guatemala.
- Guyana.
- Honduras.
- Nicaragua.
- Curaçao.
- Panama.
- Uruguay.
- Venezuela.

Inga underarter finns listade i Catalogue of Life.